# Блиадзе, Омар Павлович
Ома́р Па́влович Блиа́дзе (31 марта 1942, Тбилиси — 20 декабря 2022) — советский борец классического стиля, чемпион и призёр чемпионатов СССР и Европы, призёр чемпионата мира, мастер спорта СССР международного класса.

## Спортивные результаты
Начал заниматься борьбой в 1958 году. В 1961 году выполнил норматив мастера спорта СССР. На чемпионатах СССР выступал 11 раз.
- Чемпионат СССР по классической борьбе 1965 года — ;
- Классическая борьба на летней Спартакиаде народов СССР 1967 — ;
- Чемпионат СССР по классической борьбе 1968 года — ;
- Классическая борьба на летней Спартакиаде народов СССР 1971 — .

Член сборной команды страны в 1968—1975 годах. В 1975 году оставил большой спорт.